# واینداسکرایب
ویندسکرایب (به انگلیسی Windscribe) یک اپلیکیشن تغییر آدرس اینترنتی (به انگلیسی IP) است که برای سیستم عامل های ویندوز،مک،لینوکس،آی او اس و اندروید ساخته شده است. ایرانی ها میتوانند از طریق ارز دیجیتال نسخه (Pro) این برنامه را خریداری کنند.